# 28513 Guo
28513 Guo (2000 CM126) là một tiểu hành tinh vành đai chính được phát hiện ngày 5 tháng 2 năm 2000 bởi M. W. Buie ở Kitt Peak.